# Roman Forycki
Roman Forycki (ur. 9 sierpnia 1936 w Wilczym Błocie, zm. 25 czerwca 2011 w Mostowie) – polski duchowny, pallotyn i esperantysta, rektor Wyższych Seminariów Duchownych w Ołtarzewie Mazowieckim w latach 1978 – 1984 oraz w Ełku w latach 1993 – 2002.
W 1954 r. wstąpił do księży pallotynów i w Ząbkowicach Śląskich rozpoczął nowicjat. Tam również studiował filozofię (1955-57). Studia z zakresu  teologii odbył w Ołtarzewie (1957-1961), po czym został wyświęcony na prezbitera. W 1965 r. uzyskał tytuł magistra filozofii w Katolickim Uniwersytecie Lubelskim. Doktorat uzyskał w 1972 roku na podstawie rozprawy pt. „Zagadnienie punktu wyjścia teodycealnej argumentacji z przygodności”. W tym samym roku objął kierownictwo w Instytucie Teologii Apostolstwa w Ołtarzewie. Wykładał filozofię religii w Akademii Teologii Katolickiej w Warszawie. Od roku 1984 pełnił funkcję dyrektora Pallotyńskiego Ośrodka Postolacji i postulatora sprawy męczennika Wschodu, ks. Stanisława Szulmińskiego oraz wicepostulatora w procesach bł. Józefa Jankowskiego i bł. Józefa Stanka. Wspólnie z Genowefą Jagodzińską założył Wspólnotę Kapłańską Osób Świeckich.
Brał czynny udział w wielu komisjach i grupach eksperckich, zwłaszcza w zakresie apostolatu świeckich. W tej dziedzinie napisano około 430 różnych publikacji. 4 czerwca 2011 r. obchodził 50-lecie kapłaństwa.